# Cyanogomphus
Genre
Cyanogomphus  est un genre  dans la famille des Gomphidae appartenant au sous-ordre des Anisoptères dans l'ordre des Odonates. 

## Liste d'espèces
Ce genre comprend 2 espèces :
- Cyanogomphus comparabilis Belle, 1994
- Cyanogomphus waltheri Selys, 1873